# Problemas ambientais do Mali

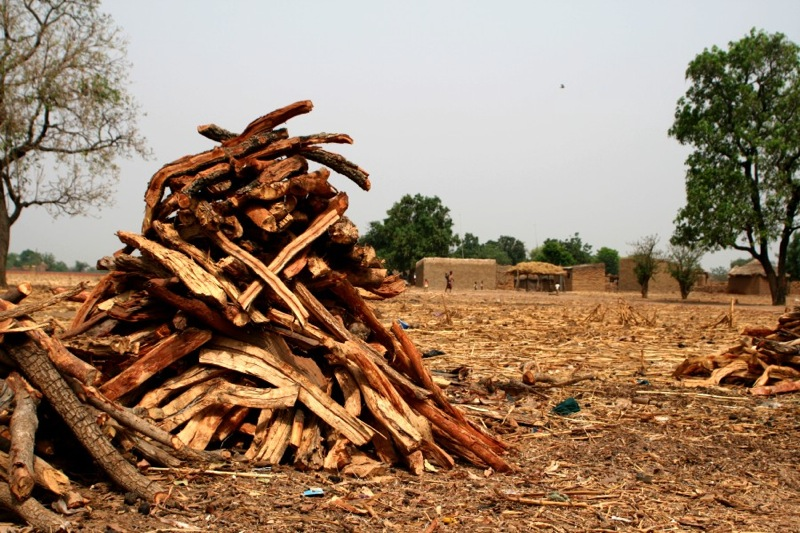
Pilha de lenha no Mali. O consumo de madeira como lenha contribui para o desmatamento

Problemas ambientais do Mali incluem desertificação, desmatamento, erosão do solo, aridez, e suprimentos inadequados de água potável. O desmatamento é um problema especialmente grave e crescente. De acordo com o Ministério do Meio-ambiente, a população consome 6 milhões de toneladas de madeira por ano para madeira de construção e combustível no Mali. Para atender a essa demanda, 4.000 quilômetros quadrados de cobertura florestal são perdidos anualmente, destruição praticamente assegurada das savanas do país.
Uma das principais questões ambientais do Mali é a desertificação. Mali tem tido uma seca há décadas e é realmente afetado o país. A erosão do solo, desmatamento e perda de terras de pastagem são todos grandes problemas no Mali. Mali também tem uma diminuição do abastecimento de água.
Para ajudar conter o crescente problema do Mali, o governo manteve 3,7 por cento da área total do Mali protegida. Ele ratificou acordos ambientais internacionais relativos à biodiversidade, mudança climática, desertificação, Espécies ameaçadas de extinção e proteção da camada de Ozônio.

De acordo com a ONU FAO, 10,2% ou cerca de 12.490.000 ha de Mali é coberta por florestas, de acordo com a FAO. Mali teve 530.000 ha de florestas plantadas. Mudança na cobertura da floresta:
Entre 1990 e 2010, Mali perdeu uma média de 79,100 ha ou 0,56% ao ano. No total, entre 1990 e 2010, Mali perdeu 11,2% de sua cobertura florestal, ou em torno de 1.582.000 ha.